# Ilja Watenberg
Ilja Semjonowitsch Watenberg (russisch Илья Семёнович Ватенберг; geboren 1887 in Stanislau (Galizien); hingerichtet am 12. August 1952 in Moskau) war ein führendes Mitglied des Jüdischen Antifaschistischen Komitees (JAFK).

## Leben
Ilja Watenberg wurde 1887 als Sohn eines jüdischen Waldarbeiters geboren. Er absolvierte in seiner Heimatstadt das Gymnasium, studierte anschließend in Lemberg und Wien Jura und promovierte als Doktor der Wirtschafts- und Rechtswissenschaften. Bis 1914 hatte er eine Anwaltskanzlei in Stanislau, danach lebte er bis 1920 in Wien, von wo aus er nach Amerika emigrierte.
Seit seiner Jugend war Watenberg Mitglied der zionistisch-sozialistischen Arbeiterpartei Poale Zion. Nach deren Spaltung schloss er sich dem kommunistisch orientierten Flügel an. In den USA wurde er auch Mitglied des Zentralkomitees der Linken Poale Zion. Diese akzeptierte auf dem II. Komintern-Kongress 1921 in Moskau alle 21 von Lenin formulierten Aufnahmebedingungen. Er schrieb für kommunistische Zeitungen und versuchte, möglichst viele Mitglieder zum Übertritt in die Kommunistische Partei der USA (CPUSA) zu bewegen, was ihm 1924 auch gelang. Gleichzeitig übersetzte er linke politische Literatur aus dem Englischen, Deutschen und anderen Sprachen ins Jiddische. 1925 verfasste er ein Schulbuch über die Oktoberrevolution für die zahlreichen jiddisch-sozialistischen Schulen.
Seit 1926 besuchte Watenberg die Sowjetunion, 1929 organisierte er die Reise einer Delegation amerikanischer Landwirtschafts- und Siedlungsexperten in das dortige Jiddische Autonome Gebiet Birobidschan. Diese Reisen fanden in Abstimmung mit der Regierung in Moskau statt. 1933 siedelte er dann endgültig in die Sowjetunion über. Dort wurde er verantwortlicher Kontroll-Redakteur (Vorzensor) beim Staatsverlag für ausländische Literatur.
Nach dem deutschen Überfall auf die Sowjetunion arbeitete er in dem dann gegründeten jüdischen antifaschistischen Komitee (JAFK) mit. Aufgrund seiner politischen Verdienste, Sprachkenntnisse und Kontakte ins Ausland, besonders in die USA, war Watenberg ein idealer JAFK-Funktionär. Er schrieb zahlreiche Artikel in der vom JAFK herausgegebenen Zeitung Ejnikajt.
Am 24. Januar 1949 wurde er verhaftet und am 12. August 1952 zusammen mit anderen Mitgliedern des JAFK erschossen.